# Le Grand Jeu (1934)
Le Grand Jeu is een Franse dramafilm uit 1934 onder regie van Jacques Feyder.

## Verhaal
De jonge advocaat Pierre Martel stort zichzelf in het verderf ter wille van zijn geliefde Florence. Hij besluit Frankrijk te verlaten en tekent voor het Frans Vreemdelingenlegioen. Zo leert hij de prostituee Blanche kennen, die sprekend lijkt op Florence. Hij vermoordt haar belager, zodat ze in Europa een nieuw leven kan beginnen.

## Rolverdeling
| Acteur               | Personage                     |
| -------------------- | ----------------------------- |
| Marie Bell           | Florence / Irma               |
| Pierre Richard-Willm | Pierre Martel / Pierre Muller |
| Françoise Rosay      | Blanche                       |
| Charles Vanel        | Clément                       |
| Georges Pitoëff      | Nicolas Ivanoff               |
| Camille Bert         | Kolonel                       |
| André Dubosc         | Bernard Martel                |
| Pierre Larquey       | Gustin                        |
| Lyne Clevers         | Dauville                      |
| Nestor Ariani        | Aziani                        |
| Pierre de Guingand   | Kapitein                      |